# 毛果榕
毛果榕（学名：Ficus trichocarpa）为桑科榕属下的一个种。

## 变种
钝叶毛果榕（学名：Ficus trichocarpa var. obtusa）为桑科榕属毛果榕的变种。分布在菲律宾、印度尼西亚、台湾岛等地，目前已由人工引种栽培。

## 扩展阅读
- 維基物種上的相關：毛果榕